# Lianhuanhua

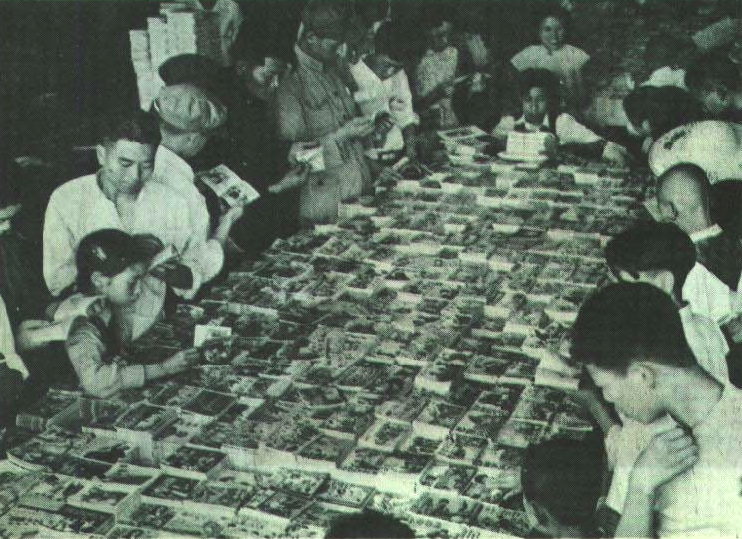
Foule lisant des lianhuanhua à Shanghai, en 1951

Lianhuanhua (chinois simplifié : 连环画 ; pinyin : liánhuánhuà ; litt. « images enchaînées ») est le nom donné à un format d'album illustré traditionnel en Chine populaire, proche de la bande dessinée. Contrairement à la bande dessinée, il s'agit de livrets avec une seule vignette par page. Les albums sont dans un format de poche à l'italienne, regroupés par coffrets d'environ 10 livrets.

## Description
Le lianhuanhua chinois est mal connue ailleurs qu'en Chine mais certains de ses auteurs, comme He Youzhi, ont vu leurs œuvres atteindre d'importants tirages qui n'ont rien à envier à ceux d'Uderzo, de Charles Monroe Schulz ou de Osamu Tezuka[pertinence contestée].
Le contenu de ces albums illustrés est très divers : adaptation de grands classiques de la littérature chinoise (Au bord de l'eau, Les trois royaumes, Le Voyage en Occident,...), récits pédagogiques divers, mais aussi adaptations (non autorisées) d'œuvres non-chinoises, telles que les bandes dessinées de Hergé ou le film Star Wars .

## Histoire

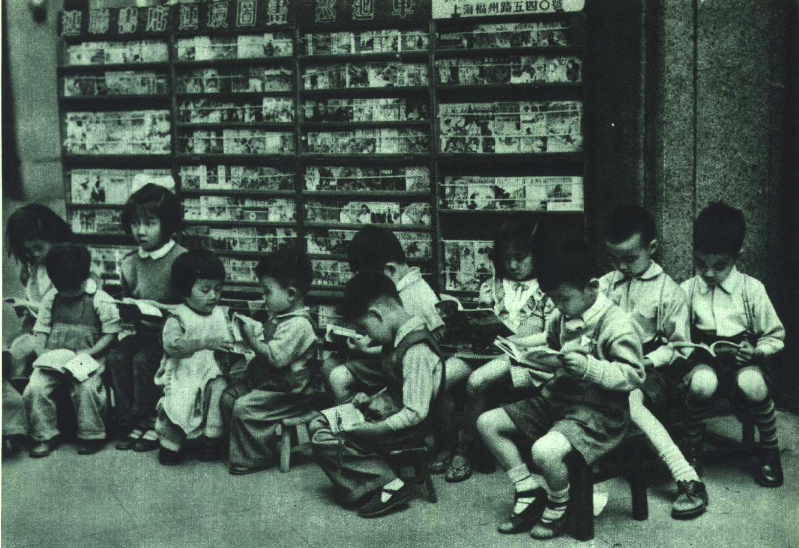
Enfants lisant des lianhuanhua, à la liánhé shūdiàn (联合书店) de Shanghai, en 1951

L'origine du linahuanhua remonte probablement à l'époque de la dynastie Han. On trouve notamment un format de narration proche dans les fresques de Dunhuang, datant de la Dynastie Wei du Nord.
Sous la dynastie Song (960 — 1279), l'imprimerie s'est largement développée.
Les lianmanhua sont, typiquement, des petits formats à l'italienne, avec un dessin « réaliste ». Généralement, les pages ne contiennent chacune qu'une seule vignette et il est très rare que ces vignettes contiennent des phylactères : le texte et les dialogues sont présents sous forme de récitatifs.